# 貝取澗村
貝取澗村（かいとりまむら）は、かつて北海道久遠郡にあった村。

## 沿革
- 1923年（大正12年）4月1日 - 北海道二級町村制施行により久遠郡貝取澗村、平田内村及び長磯村の区域をもって、久遠郡貝取澗村が発足する。
- 1940年（昭和15年）- 村内の3大字を廃止し、4行政字に再編（貝取澗村 → 白泉 ／ 平田内村 → 平浜、宮野 ／ 長磯村 → 長磯）
- 1955年（昭和30年）7月20日 - 久遠郡久遠村及び貝取澗村が合併して久遠郡大成村が発足する。又、字白泉の名称は字貝取澗に変更する。